# Холманские
Холманские — деревня в Даровском районе Кировской области в составе Кобрского сельского поселения.

## География
Находится на расстоянии примерно 24 км по прямой на северо-восток от райцентра поселка  Даровской.

## История
Известна с 1710 года как починок Савинской с 3 дворами, в 1763  здесь проживало 39 человек. В 1873 году (починок Савинской или Холманишна) учтено было дворов 6 и жителей 108, в 1905 9 и 72, в 1926 (деревня Холманские или Савинское) 16 и 90, в 1950 16 и 60, в 1989 оставалось 23 жителя. Нынешнее название утвердилось с 1939 года.

## Население
Постоянное население  составляло 7 человек (русские 100%) в 2002 году, 5 в 2010.